# صنعت هواپیماسازی در ایران
صنعت هواپیماسازی در ایران، از دوره پهلوی آغاز شد و در دوره جمهوری اسلامی ادامه داشت. محصولاتی که در کل دوره صنعت هواپیماسازی در ایران ساخته شده‌است، در نوع‌های جنگنده جت، جت آموزشی، بمب‌افکن، هلیکوپتر، مسافربری سبک، قایق‌پرنده و ناوبری سبک بوده‌است.

## تاریخچه

### پهلوی
ایجاد صنعت هوایی در ایران، به دوران رضاشاه پهلوی بر می‌گردد. رضاشاه در سال ۱۳۱۲ دستور ایجاد یک کارخانه هواپیماسازی برای تأمین هواپیماهای نظامی مورد نیاز ایران را داد. برای این منظور یک تیم مهندسی سوئدی با تأمین قطعات از فرانسه، انگلیس و آمریکا، کارخانه هواپیماسازی شهباز را در سال ۱۳۱۵ در تهران ایجاد کردند. این کارخانه توانست تعداد قابل توجهی هواپیماهای بمب افکن دی هاویلند تایگر موث را در ایران مونتاژ کند. در سالهای بعد هواپیماهای دیگری نیز به خطوط هوایی ایران اضافه شد. این اقدامات با شروع جنگ جهانی دوم متوقف شد و ایران عملاً یک واردکننده مطلق در زمینه هواپیمایی بود.
با پایان جنگ جهانی، محمدرضا پهلوی اقدام به تربیت دانش‌آموختگان در صنعت هوایی کرد و قصد داشت تا با همکاری آمریکا خط تولید اف ۱۴ را در ایران اجرا کند که با انقلاب ۱۳۵۷، موفق به این کار نشد. در سال ۱۳۴۸، دولت ایران و شرکت ایتالیایی آگوستا مقدمات ایجاد یک واحد تعمیراتی-پشتیبانی بالگرد را در ایران، با عنوان شرکت سهامی هلیکوپتر ایران، بنا نهادند که منجر به تأسیس شرکت شرکت پشتیبانی و نوسازی بالگردهای ایران به اختصار پنها شد.

### جمهوری اسلامی
در دوره جمهوری اسلامی و پس از انقلاب ۱۳۵۷، ایران وارد جنگی طولانی با عراق شد که سبب فرسودگی ناوگان هوایی شد. از این رو، برنامه‌هایی برای نگهداری، بازسازی، تعمیر و ساخت هواپیماها تدوین شد. اولین محصول ترابری در ایران، هواپیمایی سبکی به نام پرستو بود که در سال ۱۳۶۷ توسط تیمی به سرپرستی منصور ستاری ساخته شد. در سال ۱۳۶۰، گروه صنایع دفاعی ایران، طبق تصویب مجلس شورای اسلامی تشکیل گردید و صنایع پنها در گروه سازمان صنایع هوایی ایران قرار گرفت. صنایع هوایی قدس در سال ۱۳۶۳ تأسیس شد. این شرکت زیر نظر سپاه پاسداران انقلاب اسلامی کار می‌کند و در ابتدا زیر نظر صنایع هوافضا بود. این شرکت بیشتر در زمینه ساخت پهپاد، پاراگلایدر موتوردار و هواپیمای بدون سرنشین فعالیت دارد.
آذرخش یک مهندسی معکوس از جنگنده اف ۵ است که در ایران بومی‌سازی شده‌است. پروژه مشابهی با عنوان صاعقه نیز در ایران توسط دانشگاه شهید ستاری و گروه صنایع اوج پی گرفته شد. این جنگنده با چند سال تأخیر در سال ۱۳۹۳ به تولید انبوه رسید. جنگنده شفق هواپیمایی آموزشی از نوع رادار گریز و سبک حمله به زمین بود که در ابتدا به صورت جت آموزشی طراحی و بعداً به جت جنگی مبدل شد. این پروژه توسط دانشگاه مالک اشتر و به کمک مهندسان روسی طراحی شد. این پروژه به خاطر تحریم‌ها هیچگاه به صورت عملیاتی در نیامد. در سال ۱۳۹۱، ایران از یک نوع جنگنده نسل پنجم رونمایی کرد. این جنگنده که قاهر ۳۱۳ نام دارد، در سال ۱۳۹۶، تست‌های سرعت بر روی باند را انجام داد. با این وجود بسیاری از کارشناسان نظامی، در صحت چنین تکنولوژی برای ایران تردید کرده‌اند و آن را ماکت توصیف کرده‌اند.
غیر از پروژه‌های آموزشی و نظامی، هواپیمای ایران ۱۴۰، از هواپیماهای مسافربری ساخت ایران بود که تعداد محدودی از آنها ساخته شد. این هواپیما بر اساس آنتونوف آن-۱۴۰ تحت لیسانس اوکراین ساخته شده بود. به گفته منوچهر منطقی در سال ۱۳۹۲، قرار بود تا نسل جدیدی از این هواپیما با نام ایران ۱۴۱ ساخته شود.
در سال ۱۳۸۵، خبر تولید قایق‌های پرنده از طرف مسئولان نظامی ایران مطرح شد. در سال ۱۳۸۷ اولین پرواز این قایق‌ها به نمایش گذاشته شد.

## اهمیت
از آنجا که برتری هوایی در مقابل حدود ۲۰۰ هواپیمای ناوگان پنجم نیروی دریایی آمریکا که در بحرین مستقر است برای ایران غیرممکن به نظر می‌رسد، اما با این حال ایرانی‌ها در مواجهه با آمریکا می‌توانند با موشک‌های بالستیک و کروز پایگاه و ناوهای آمریکا هدف قرار دهند، دست یافتن به برتری عددی در مقابل کشتی‌های آمریکایی با استفاده از قایق‌های کوچک تندرو و موشک‌های ضدکشتی آن‌ها است. اما این قایق‌ها به سرعت با یورش بالگردها و هواپیماهای آمریکایی روبرو خواهند شد و اکثر متخصصان جنگ دریایی معتقدند که بالگرد در جنگ با قایق به قدری برتری دارد که اصلاً نمی‌توان رویارویی آن‌ها را نبرد توصیف کرد اما اگر یک تهدید هوایی علیه بالگردها ایجاد شود و تمرکز آن‌ها را برهم زند اوضاع تغییر می‌کند. ایران با استفاده سامانه موشکی باور ۳۷۳ می‌تواند بالگرد و جنگنده‌های آمریکایی هدف قرار دهد، ایران همچنین در یک دههٔ اخیر تلاش کرده با طراحی سلسله‌ای از هواگردها این پروژهٔ نظامی را تکمیل کند. پروژه‌ای که ایران به سختی بر روی آن تمرکز کرده اما به ندرت به آن اشاره می‌کند. این هواگردها باید بتواند از قایق‌های تندرو کلاس بردستون در جنگ با ناوگان پنجم نیروی دریایی آمریکا پشتیبانی کند. ایران برای این منظور چند بالگرد سبک تهاجمی/شناسایی شاهد و بالگرد طوفان (بالگرد) در اختیار دارد اما آن‌ها به خوبی مسلح نیستند و برد عملیاتی کافی هم ندارند، اما ایران در سال‌های اخیر تعداد و برد و قدرت عملیاتی آنها افزایش داده‌است، اما جت دیگر تولید داخلی ایران یعنی جنگنده صاعقه هم در مقابل توانایی‌های ناوگان جنگی آمریکا کاری از پیش نخواهد برد، اما شاید مدلی از قاهر بتواند نقطه ضعف قایق‌های بردستون را پوشش دهد.

## شرکت‌های هواپیماسازی در ایران
| نام شرکت                            | زیر مجموعه                            | سال تأسیس | هدف                                                                       | وضعیت                                            |
| ----------------------------------- | ------------------------------------- | --------- | ------------------------------------------------------------------------- | ------------------------------------------------ |
| کارخانه هواپیماسازی شهباز           | نیروی هوایی شاهنشاهی                  | ۱۳۱۵      | ساخت هواپیماهای نظامی                                                     |                                                  |
| صنایع هواپیمایی ایران               |                                       | ۱۳۴۵      | تعمیرات اساسی جنگنده‌ها، هواپیماهای مسافربری و ارائه طرح‌های پشتیبانی هوایی | فعال                                             |
| پشتیبانی و نوسازی هلیکوپترهای ایران | سازمان صنایع دفاع جمهوری اسلامی ایران | ۱۳۴۸      | تعمیرات سنگین ناوگان بالگرد، تعمیرات ردیاب، ساخت بالگرد                   | ادغام شده. (زیر مجموعه سازمان صنایع هوایی ایران) |
| صنایع هواپیماسازی ایران             | وزارت دفاع و پشتیبانی نیروهای مسلح    | ۱۳۵۴      | ساخت هواپیماهای مختلف.                                                    | ادغام شده. (زیر مجموعه سازمان صنایع هوایی ایران) |
| صنایع هوایی قدس                     | سپاه پاسداران انقلاب اسلامی ایران     | ۱۳۶۴      |                                                                           | فعال                                             |
| سازمان صنایع هوایی ایران            | وزارت دفاع و پشتیبانی نیروهای مسلح    | ۱۳۸۳      | متمرکزسازی، طرح‌ریزی، کنترل و ادارهٔ صنایع هوایی مدنی و نظامی ایران         | فعال                                             |
| صنعت هوایی و مواد ترکیبی فجر        | وزارت دفاع و پشتیبانی نیروهای مسلح    |           |                                                                           | فعال                                             |
| صنایع هوایی شاهد                    | وزارت دفاع و پشتیبانی نیروهای مسلح    |           |                                                                           | فعال (زیر مجموعه سازمان صنایع هوایی ایران)       |

## محصولات
| نام              | نوع               | سال رونمایی | سازنده                               |
| ---------------- | ----------------- | ----------- | ------------------------------------ |
| درنا             | هواپیمای آموزشی   | ۱۳۶۴        | شرکت صنایع هواپیماسازی ایران         |
| تلاش             | پهپاد             | ۱۳۶۴        | صنایع هوایی قدس                      |
| ابابیل           | پهپاد             | ۱۳۶۵        | شرکت صنایع هواپیماسازی ایران         |
| پنها ۲۰۹۱        |                   | ۱۳۶۶        | پشتیبانی و نوسازی هلیکوپترهای ایران  |
| پرستو            | هوابرد ترابری سبک | ۱۳۶۷        |                                      |
| ظفر ۳۰۰          | بالگرد آزمایشی    | ۱۳۶۸        |                                      |
| فجر اف. ۳        | هواپیمای آموزشی   | ۱۳۷۳        | صنعت هوایی و مواد ترکیبی فجر         |
| آذرخش            | جت                | ۱۳۷۶        | شرکت صنایع هواپیماسازی ایران         |
| پنها شباویز ۲۰۶۱ | بالگرد سبک        | ۱۳۷۶        | پشتیبانی و نوسازی هلیکوپترهای ایران  |
| ایران ۱۴۰        | مسافربری          | ۱۳۷۸        | شرکت صنایع هواپیماسازی ایران         |
| شاهد ۲۷۴         | بالگرد سبک        | ۱۳۷۸        | شرکت صنایع هواپیماسازی ایران         |
| تذرو             | جت                | ۱۳۷۹        |                                      |
| شاهد ۲۷۸         | بالگرد سبک        | ۱۳۸۰        | شرکت صنایع هواپیماسازی ایران         |
| مهاجر            | پهپاد             | ۱۳۸۰        | صنایع هوایی قدس                      |
| صاعقه            | جت                | ۱۳۸۳        | صنایع اوج و دانشگاه شهید ستاری       |
| باور ۲           | قایق پرنده        | ۱۳۸۷        | سازمان‌های صنایع هوایی                |
| شاهد ۲۸۵         | بالگرد نهاجمی     | ۱۳۸۸        | شرکت صنایع هواپیماسازی ایران         |
| سفره‌ماهی         | پهپاد             | ۱۳۸۸        | شرکت صنایع هواپیماسازی ایران         |
| کرار             | پهپاد تهاجمی      | ۱۳۸۸        | شرکت صنایع هواپیماسازی ایران         |
| شاهد ۲۱۶         | بالگرد سبک        |             | شرکت صنایع هواپیماسازی ایران         |
| طوفان            | بالگرد نهاجمی     | ۱۳۸۹        | سازمان صنایع هوایی ایران             |
| قاهر ۳۱۳         | جنگنده نسل پنجم   | ۱۳۹۱        | شرکت صنایع هواپیماسازی ایران         |
| یسیر             | پهپاد             | ۱۳۹۱        | صنایع هوایی قدس                      |
| سریر             | پهپاد تهاجمی      | ۱۳۹۲        |                                      |
| حماسه            | پهپاد تهاجمی      | ۱۳۹۲        | شرکت صنایع هواپیماسازی ایران         |
| فطرس             | پهپاد تهاجمی      | ۱۳۹۲        | شرکت صنایع هواپیماسازی ایران         |
| صاعقه            | پهپاد تهاجمی      | ۱۳۹۲        | صنایع هوایی شاهد                     |
| شاهد ۱۲۹         | پهپاد تهاجمی      | ۱۳۹۲        | شرکت صنایع هواپیماسازی ایران         |
| حازم             | پهپاد تهاجمی      |             |                                      |
| سورنا            | بالگرد سبک        | ۱۳۹۳        | پشتیبانی و نوسازی هلیکوپترهای ایران  |
| سیمرغ            | پهپاد تهاجمی      | ۱۳۹۳        | صنایع هوایی شاهد                     |
| هما              | بالگرد میان‌وزن    |             | پشتیبانی و نوسازی هلیکوپترهای ایران  |
| معراج            | پهپاد             | ۱۳۹۵        | نیروی زمینی سپاه پاسداران            |
| صبا ۲۴۸          | بالگرد سبک        | ۱۳۹۵        | پشتیبانی و نوسازی هلیکوپترهای ایران  |
| کوثر             | جت                | ۱۳۹۶        | شرکت صنایع هواپیماسازی ایران         |
| یاسین            | جت                | ۱۳۹۷        | شرکت صنایع هواپیماسازی ایران         |
| شاهد ۱۳۶         | پهپاد تهاجمی      | ۱۳۹۹        | شرکت صنایع هواپیماسازی ایران         |
| فریاد            | پهپاد             | ۱۳۹۹        | نیروی زمینی ارتش                     |
| رعد ۸۵           | پهپاد             | ۱۳۹۹        | نیروی زمینی ارتش                     |
| آرش              | پهپاد             | ۱۳۹۹        | نیروی زمینی ارتش                     |
| غزه (شاهد ۱۴۹)   | پهپاد فوق سنگین   | ۱۴۰۰        | شرکت صنایع هواپیماسازی ایران         |
| سیمرغ            | هواپیما آموزشی    |             |                                      |
| شباویز ۲۷۵       |                   |             | نیروی هوایی ارتش جمهوری اسلامی ایران |
| راد              | پهپاد             |             |                                      |
| حدود             | پهپاد             |             |                                      |
| سبک بال          | پهپاد             |             |                                      |
| زحل              | پهپاد             |             |                                      |
| سایه             | پهپاد             | ۱۳۹۲        | نیروی زمینی ارتش جمهوری اسلامی ایران |
| نذیر             | پهپاد             |             |                                      |
| کیان             | پهپاد             | ۱۳۹۳        | قرارگاه پدافند هوایی خاتم‌الانبیا     |
| شاهین            | پهپاد             | ۱۳۹۵        | نیروی زمینی ارتش جمهوری اسلامی ایران |
| عقاب             | پهپاد             | ۱۳۹۵        | نیروی زمینی ارتش جمهوری اسلامی ایران |
| شاپرک            | پهپاد             |             |                                      |
| نظیر             | پهپاد             |             |                                      |
| رعد              | پهپاد             |             | نیروی زمینی ارتش جمهوری اسلامی ایران |
| کمان             | پهپاد             |             | نیروی هوایی ارتش جمهوری اسلامی ایران |